# HD 96063
HD 96063 — звезда, которая находится в созвездии Льва на расстоянии около 515 световых лет от нас. Вокруг звезды обращается, как минимум, одна планета.

## Характеристики
HD 96063 — звезда 8,37 звёздной величины; впервые в астрономической литературе упоминается в каталоге Генри Дрейпера, изданном в начале XX века. Она представляет собой старый (возрастом около 9 миллиардов лет) оранжевый субгигант с массой и радиусом, равными 1,02 и 4,5 солнечных соответственно. Температура поверхности звезды составляет приблизительно 5148 кельвинов. По светимости HD 96063 превосходит наше Солнце в 12,7 раз.

## Планетная система
В 2011 году группой астрономов, работающих с данными, полученными в обсерватории Кека, было объявлено об открытии планеты HD 96063 b в системе. Она является газовым гигантом, имеющим массу, равную 90 % массы Юпитера. Планета обращается вокруг родительской звезды на расстоянии 0,99 а.е.; год на ней длится приблизительно 361 сутки. Открытие HD 96063 b было совершено методом Доплера.